# Булгарі Микола Якович
Булгарі Микола Якович (1805 –1841) – граф, декабрист, поручик Кірасирського полку.

## Біографія
З дворян Петербурзької губернії. Народився в Санкт-Петербурзі.За походженням — грек. Син  Яківа Миколайовича Булгарі ( член таємної організації Філікі Етерія ) та Єлизавети з роду Кричулесків. Вихований у приватних пансіонах пастора Колленца і барона Шабо, навчався вдома з професорами Пажеського корпусу (до цього закладу був записаний 1809 року). З 2 травня (20 квітня) 1823 року — корнет Кірасирського полку, з 18 (06) квітня 1824 року  — поручик. Член  Південного товариства,  до якого був залучений на початку 1825 року Вадковським. Заарештований в Одесі 8 січня 1826 (27 грудня 1825 року).  Ув’язнений у Петропавлівській фортеці. Там на знак каяття присягнув імператору  Миколі I. Засуджений за 7-м розрядом, по конфірмації  — на 2 роки фортечних робіт. 22 серпня 1826 року термін покарання скорочено до 1 року. У липні 1826 року позбавлений чинів і дворянства. Покарання відбував у Динабурзській фортеці ( місто Даугавпілс, Латвія).
За клопотанням коменданта фортеці дозволено після закінчення терміну покарання вступити до служби рядовим. З осені 1827 року  — рядовий 45-го єгерського полку, дислокованого у Фінляндії. За клопотанням матері його переведено до діючої армії. 1829 року став унтер-офіцером, 1832 — прапорщиком. З 1832 року служив у Чугуївському уланському полку ( з 1834 року — поручик). 31 січня 1835 року звільнений з військової служби, призначений перекладачем на митниці в місті Керч. 1836 року став чиновником із особливих доручень при керченському  градоначальникові князі  Захарі Херхеулідзе. Наприкінці 1830-х років переїхав до Прибалтики, мешкав у  місті Ревель, Естонія.